# Парко (Кјети)
Парко (итал. Parco) је насеље у Италији у округу Кјети, региону Абруцо.
Према процени из 2011. у насељу је живело 723 становника. Насеље се налази на надморској висини од 25 м.